# Termien
Termien is een wijk in Genk en een voormalig gehucht van Genk.
Termien was gelegen aan de Stiemerbeek. Naar het westen toe daalt het Kempens Plateau af naar het Vijvergebied Midden-Limburg. Hier treedt kwel op en vormde zich ijzeroer, dat in de 19e eeuw werd gewonnen en in de op de Stiemerbeek aanwezige watermolen werd vergruisd. Ten westen van de Stiemerbeek ligt het natuurgebied De Maten.
In de jaren 50 van de 20e eeuw breidde Termien zich geleidelijk uit tot een woonwijk van Genk en in 1956 werd het een eigen parochie nadat de Dominicanen zich er al in 1934 hadden gevestigd.

## Bezienswaardigheden
- De Onze-Lieve-Vrouw van de Rozenkranskerk, uit 1934.
- De Slagmolen, een watermolen op de Stiemerbeek.

Deelgemeente: Genk

Gehuchten, dorpen, stadsdelen en wijken: Bokrijk · Boxbergheide · Bret-Gelieren · Camerlo · Driehoeven · Hoevenzavel · Kolderbos · Langerlo · Nieuw-Texas · Sledderlo · Terboekt · Termien · Vlakveld · Waterschei · Winterslag · Zwartberg

Lijst van Belgische gemeenten · Arrondissement Hasselt · Limburg · Vlaanderen · België